# Erlan Sherov
Erlan Sherov (19 de junio de 1998) es un deportista kirguís que compite en judo.
Ganó una medalla de bronce en el Campeonato Mundial de Judo de 2024 y dos medallas en el Campeonato Asiático de Judo, plata en 2022 y bronce en 2024. En los Juegos Asiáticos de 2022 consiguió una medalla de oro.

## Palmarés internacional
| Campeonato Mundial  | Campeonato Mundial     | Campeonato Mundial | Campeonato Mundial |
| Año                 | Lugar                  | Medalla            | Categoría          |
| ------------------- | ---------------------- | ------------------ | ------------------ |
| 2024                | Abu Dabi (EAU)         | Medalla de bronce  | –90 kg             |
| Juegos Asiáticos    |                        |                    |                    |
| Año                 | Lugar                  | Medalla            | Categoría          |
| 2022                | Hangzhou (China)       | Medalla de oro     | –90 kg             |
| Campeonato Asiático |                        |                    |                    |
| Año                 | Lugar                  | Medalla            | Categoría          |
| 2022                | Nursultán (Kazajistán) | Medalla de plata   | –90 kg             |
| 2024                | Hong Kong (China)      | Medalla de bronce  | –90 kg             |